# Oblatas del Espíritu Santo
Las Hermanas Oblatas del Espíritu Santo (oficialmente en italiano: Suore Oblate dello Spirito Santo), o  también Instituto de Santa Zita, es una Congregación religiosa católica femenina de derecho pontificio, fundada por Elena Guerra el 4 de noviembre de 1882, en Lucca, Italia. Las religiosas de este instituto son conocidas como Oblatas del Espíritu Santo,  o Zitinas, y posponen a sus nombres las siglas: O.S.S.

## Historia

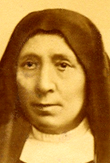
Elena Guerra (1835-1914), fundadora de la Congregación.

Elena Guerra, mujer perteneciente a la nobleza de Lucca, Italia, con el fin de propagar la devoción al Espíritu Santo, abrió una escuela de jóvenes con el nombre de Instituto de Santa Zita, el 9 de diciembre de 1872. La titular de dicha escuela es santa Zita de Lucca.
Cargada por el trabajo de la escuela sintió la necesidad de fundar una congregación de mujeres encargadas de su administración. Así, el 4 de noviembre de 1882, dio inicio al instituto que en principio llevaba el mismo nombre de la escuela. Fue gracias al concejo del papa León XIII, que Elena Guerra cambió el nombre a  Hermanas Oblatas del Espíritu Santo.
La Congregación recibió el decreto pontificio de alabanza de parte de Pío X, el 6 de marzo de 1911, recibiendo con ello la aprobación pontificia.
La fundadora fue beatificada por el papa Juan XXIII el 26 de abril de 1959.

## Actividades y presencias
Las Oblatas del Espíritu Santo se dedican a la instrucción y educación cristiana de la juventud y al apostolado de la prensa.
En 2011, la Congregación contaba con unas 237 religiosas y 35 comunidades, presentes en Camerún, Canadá, Filipinas, Italia y Ruanda. La casa general se encuentra en Roma y su actual superiora general es la religiosa italiana Gemma Girolami.